# Duruelo
Duruelo es un municipio y localidad española de la provincia de Segovia, en la comunidad autónoma de Castilla y León, en el valle del río Duratón. Cuenta con una población de 171 habitantes (INE 2024).

## Geografía

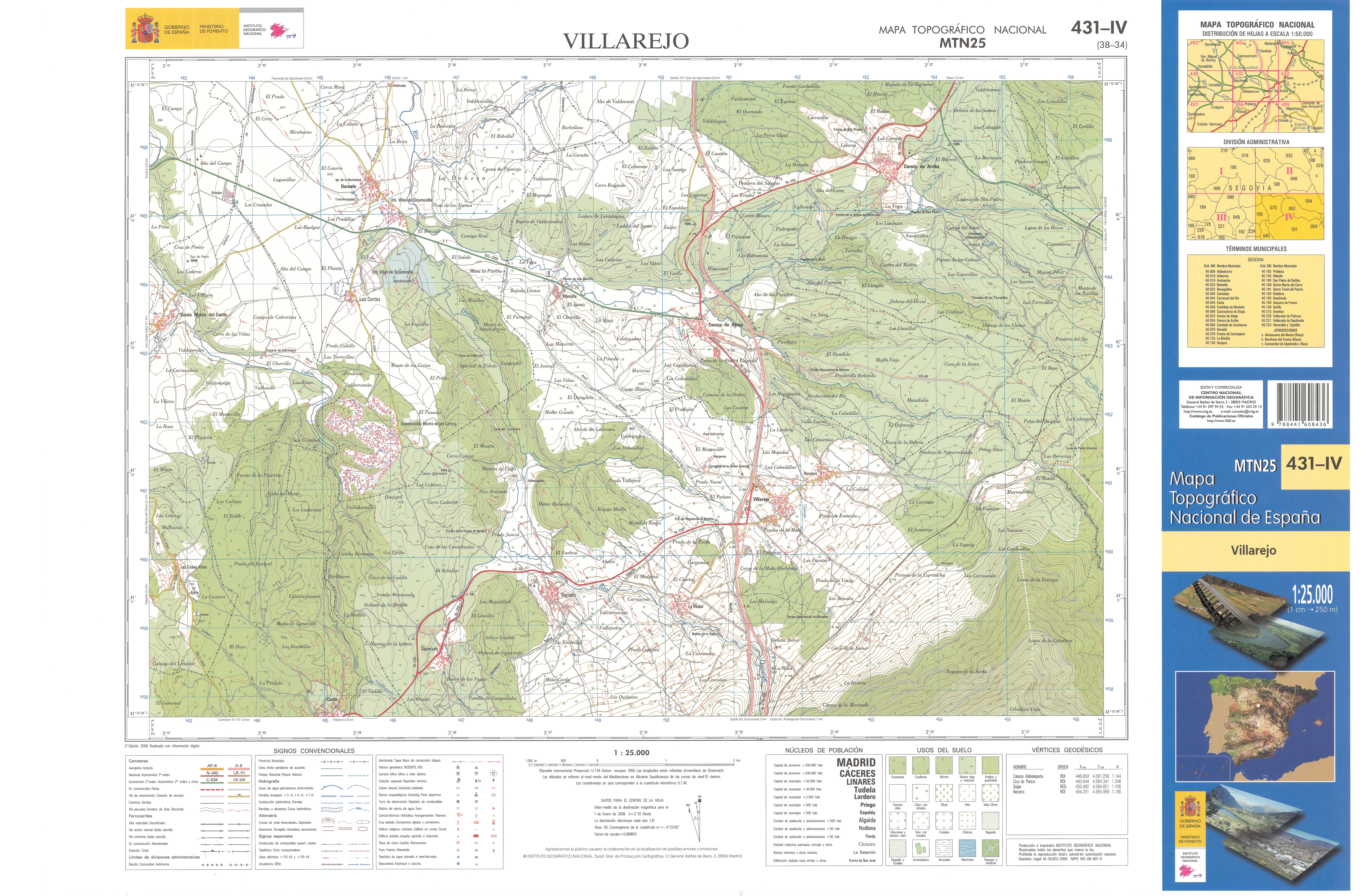
Fragmento de la hoja 431 del Mapa Topográfico Nacional de España de 2008 en el que se representa Duruelo

La localidad está situada a una altitud de 998 m s. n. m.
| Noroeste: Sepúlveda            | Norte: Sotillo             | Noreste: Sotillo               |
| Oeste: Santa Marta del Cerro   |                            | Este: Cerezo de Abajo          |
| Suroeste Santo Tomé del Puerto | Sur: Santo Tomé del Puerto | Sureste: Santo Tomé del Puerto |

## Historia
Aunque con presencia anterior documentada por monedas y restos cerámicos, Duruelo es citado históricamente después de la repoblación castellana durante la Reconquista de gentes procedentes del pueblo homónimo de Soria, concretamente en el Cartulario de Silos.El territorio pasa a ser gestionado por la Comunidad de Villa y Tierra de Sepúlveda, quedando encuadrado dentro del Ochavo de la Sierra y Castillejo.
Durante un breve periodo de tiempo tuvo por anejo a Mansilla, hoy parte de Cerezo de Abajo.
En el municipio están los despoblados de:
- Cobos: se cita en el Diccionario geográfico-estadístico-histórico de España y sus posesiones de Ultramar de Madoz.
- Sancho Fruela o Sanchofruela :[8] situado a 1,5 km dirección S/SE de Duruelo, despoblado en el último cuarto del siglo XX. 41°13′25″N 3°38′27″O / 41.22361, -3.64083
- Cabrerizos: ,[9][10]a 1,4 km al S/SO de Los Cortos. Situado en el municipio de Santa Marta del Cerro pero en su tiempo fue un barrio de Los Cortos, en 1845 estaba habitado.  41°12′50″N 3°39′57″O / 41.21389, -3.66583

Hacia mediados del siglo XIX, el lugar tenía contabilizada una población de 149 habitantes. La localidad aparece descrita en el séptimo volumen del Diccionario geográfico-estadístico-histórico de España y sus posesiones de Ultramar de Pascual Madoz de la siguiente manera:

DURUELO: v. con ayunt. en la prov. y dióc. de Segovia (9 leg.), part. jud. de Sepúlveda (2), aud terr. y c. g. de Madrid (18). sit. en una buena llanura: la combaten lodos los vientos, y su clima es propenso á algunas tercianas: tiene sobre 48 casas de mala construccion, sin que formen calles regulares: hay casa de ayunt. en la que está la cárcel, escuela de instruccion primaria comun á ambos sexos, á la que concurren 30 niños y 26 niñas que se hallan bajo la direccion de un maestro dotado con 1,100 rs., algunos pozos de buenas aguas de las que se utilizan los vec. para sus usos, y 1 igl. parr. (la Natividad de la Virgen), servida por un párroco, cuyo curato es de segundo ascenso y de provision real y ordinaria; tiene por anejos á los pueblos de Cobos y Cabrerizos, en uno de los cuales se encuentra una ermita; el cementerio se halla en parage que no ofende la salud pública; confina el térm. N. Sotilla ; E Castillejo; S. Cortos y O. Perorubio. Se encuentran en él 2 fuentes de buenas aguas; el terreno en su mayor parte es llano con buena y mala tierra, algunos pastos y leñas; le fertiliza el r. Duratón, que se forma con los arroyos que bajan de Mansilla, Aldealapeña y los Cortos, los cuales se unen como á 1/2 legua del pueblo. caminos: los que se dirigen á los pueblos limítrofes en buen estado. El correo se recibe por balijero de Castillejo de Mesleon, todos los días. prod., trigo, cebada, centeno, garbanzos, titos, patatas, alubias, calabazas, nabos, berzas, algarrobas, pastos y leña; mantiene ganado lanar y vacuno; cria caza de liebres, conejos, y perdices y pesca menor de barbos, cachos y cangrejos. ind. y comercio: la agrícola, 3 molinos harineros y estraccion de granos. pobl.: 47 vec., 149 alm. cap. imp.: 36,946 rs. contr.: segun el cálculo general y oficial de la prov. 20'73 : el presupuesto municipal asciende á 791 rs y 31 mrs., y se cubre con 212, producto de propios y por reparto vecinal.
(Madoz, 1847, p. 428)

## Demografía
Cuenta con una población de 171 habitantes (INE 2024).

### Población por núcleos
Desglose de población según el Padrón Continuo por Unidad Poblacional del INE.
| Núcleos    | Habitantes (2024) |
| ---------- | ----------------- |
| Duruelo    | 97                |
| Los Cortos | 73                |

| Gráfica de evolución demográfica de Duruelo entre 1842 y 2021 |
| |
| Población de derecho según los censos de población del INE Población de hecho según los censos de población del INEEntre el censo de 1857 y el anterior, crece el término del municipio porque incorpora a 405014 (Los Cortos) |

## Símbolos
El escudo heráldico y la bandera que representan al municipio fueron aprobados oficialmente el 05 de mayo de 2014. El escudo se blasona de la siguiente manera: 

«En campo de sinople, una perla ondada de plata y azur de tres órdenes, acompañada en jefe de una espiga de oro y un cordero de plata puestos en faja, la espiga a la diestra y el cordero a la siniestra, a la diestra de un roble, perfilado de plata, arrancado en sus colores, frutado de oro, y a la siniestra de una sabina, perfilada de plata, arrancada en sus colores, frutada de sable. Al timbre corona real.»
Boletín Oficial de Castilla y León n.º 162 de 25 de agosto de 2014

La descripción textual de la bandera es la siguiente:

«Bandera rectangular de proporciones 2:3, formada por dos franjas, en proporciones 1/3 y 2/3, separadas entre sí por dos franjas ondadas azul y blanca de 1/16 del ancho de la bandera; al asta roja, cargada al centro con el escudo municipal en sus colores, y al batiente formada por dos franjas horizontales, carmesí la superior y verde la inferior.»
Boletín Oficial de Castilla y León n.º 162 de 25 de agosto de 2014

## Administración y política
| Periodo   | Nombre                        | Partido | Partido |
| --------- | ----------------------------- | ------- | ------- |
| 1979-1983 | Manuel San Juan Hernanz       |         | UCD     |
| 1983-1987 | Ángel San Juan Moreno         |         | PSOE    |
| 1987-1991 | Ángel San Juan Moreno         |         | PSOE    |
| 1991-1995 | Juan del Val Sanz             |         | CDS     |
| 1995-1999 | Juan del Val Sanz             |         | PP      |
| 1999-2003 | Juan del Val Sanz             |         | PP      |
| 2003-2007 | Tomás Sanz Casla              |         | PSOE    |
| 2007-2011 | Tomás Sanz Casla              |         | PSOE    |
| 2011-2015 | Gregorio San Juan Asenjo      |         | PSOE    |
| 2015-2019 | Gregorio San Juan Asenjo      |         | PSOE    |
| 2019-2023 | Fernando Pérez Romero         |         | PSOE    |
| 2023-act. | Juan Carlos Montero Bartolomé |         | PP      |

## Patrimonio
Iglesia parroquial
La iglesia parroquial de la localidad, también llamada iglesia de la Natividad de Nuestra Señora, fue declarada Monumento Histórico Artístico —antecedente de la figura de bien de interés cultural— el 24 de septiembre de 1982. Cuenta con un retablo en su interior, obra del llamado Maestro de Duruelo y algunos cuadros de Alonso de Herrera.